# 沟渠 (中亚)

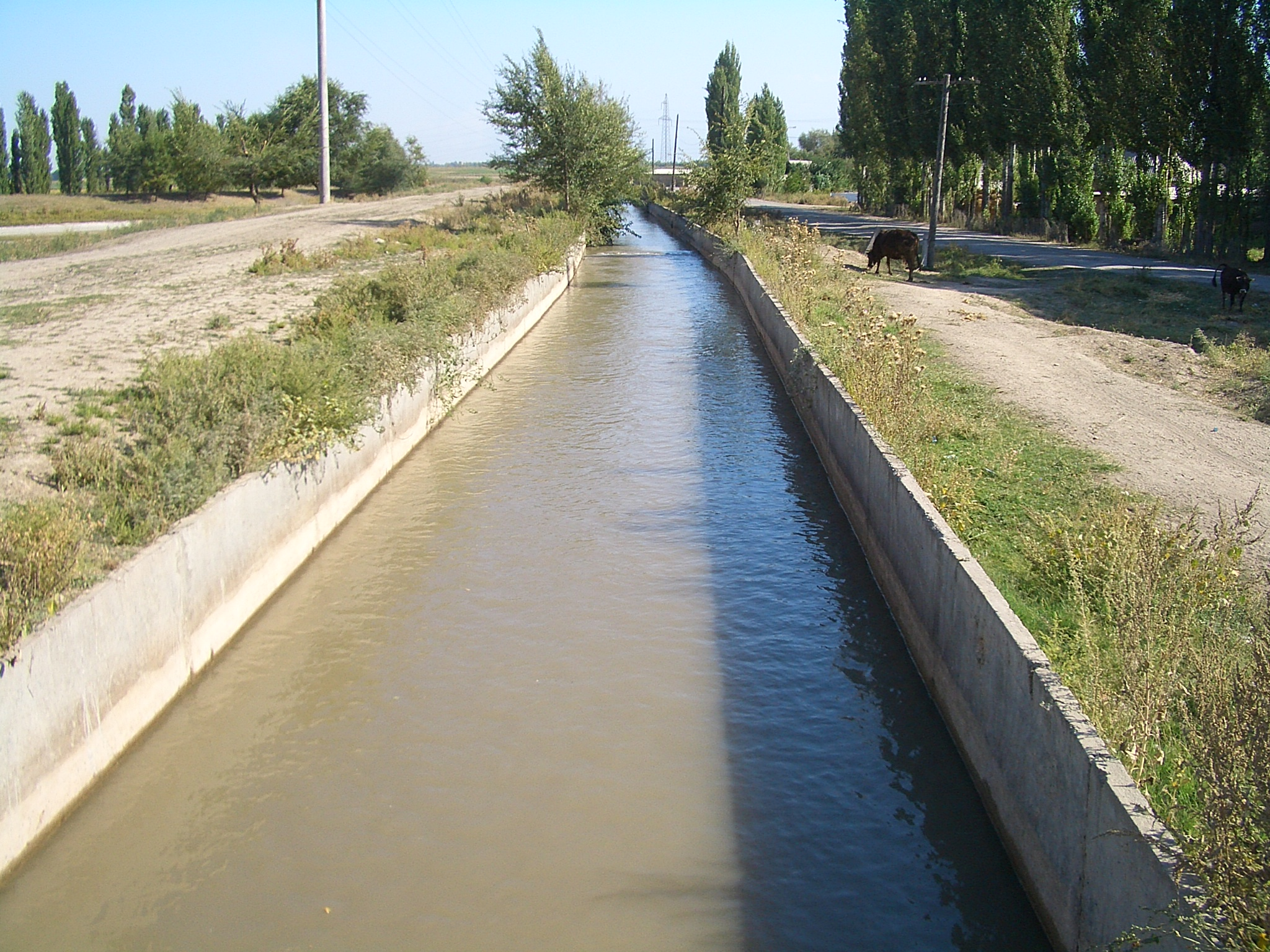
一条吉尔吉斯斯坦米粮川的大型混凝土衬砌水渠

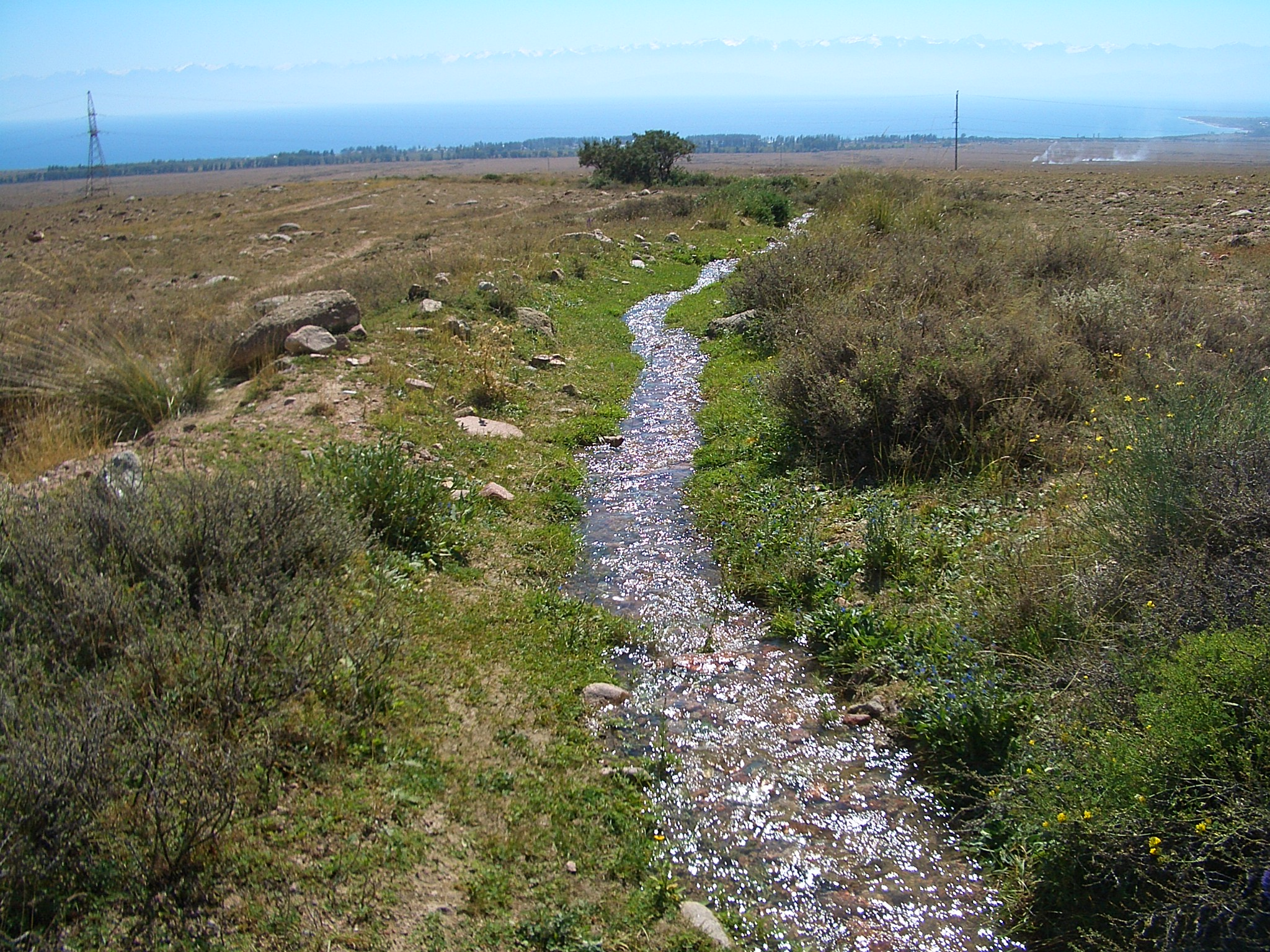
吉尔吉斯斯坦塔姆齐村的一条人工改道的沟渠

在中亚，阿雷克是一种相对较小的水道，用于农业灌溉及居民用水，通常被翻译为沟渠。许多中亚地名中均含有该词。